# Erwin Kehlhoffner
Erwin Kehlhoffner est un joueur international français de badminton, né le 6 décembre 1983 à Strasbourg, qui a pris sa retraite internationale à l'issue des Jeux olympiques de Pékin en 2008.

## Carrière sportive
Il a commencé le badminton en 1990. Il est gaucher mais joue de la main droite et joue en simple hommes ainsi qu'en double hommes.
Erwin compte 50 sélections en équipe de France, à l'issue des JO de Pékin en 2008.
Il était en concurrence avec Brice Leverdez et Simon Maunoury pour décrocher l'unique place française en simple hommes aux JO de Pékin en 2008, le mieux classé au 1er mai, date de clôture des qualifications olympiques, décrochant la place.
Grâce à de meilleurs résultats, notamment aux Championnats d'Europe d'avril 2008 à Herning au Danemark, Erwin Kehlhoffner est sélectionné pour les Jeux olympiques.
Au cours de ces mêmes Championnats d'Europe, il a obtenu une médaille de bronze en double hommes, associé à Svetoslav Stoyanov.

## Jeux olympiques de Pékin
Au premier tour, Erwin Kehlhoffner (64e joueur mondial) bat l'Australien Stuart Gomez (82e) 19-21, 22-20, 21-15, après avoir sauvé un volant de match.
Au tour suivant, il bat le Zambien Eli Mambwe (124e) en 2 sets : 21-15, 21-17.
En 8es de finale, il est logiquement battu 21-10, 21-6, en 26 minutes, par le Chinois Chen Jin, tête de série n°4 et 4e mondial. Il devient néanmoins le premier joueur français de badminton à gagner 2 matches dans un même tournoi olympique.
À l'issue des Jeux de Pékin 2008, Erwin a déclaré qu'il mettait un terme à sa carrière internationale.

## Club
Erwin Kehlhoffner joue à l'ASL Robertsau, club du quartier de la Robertsau, au nord de Strasbourg jusqu'à la saison 2011-2012. Entre 2012 et 2015, il joue au Badminton Club Guichen-Bourg des Comptes, au sud de Rennes.

En 2015, il rejoint le Badminton Club Fos, à Fos-sur-Mer, dans les Bouches-du-Rhône où il évolue jusqu’à la fin de la saison 2022-2023. 
Depuis le début de la saison 2023-2024, il porte à nouveau les couleurs du Badminton Club Guichen-Bourg des comptes.

## Classements
- Meilleur classement en simple : 48e mondial en 2008.
- Meilleur classement en double : 57e mondial en 2008.

## Palmarès

### En simple

#### Championnat de France
- 2008 : 2e (battu par Brice Leverdez)
- 2006 : 2e (battu par Simon Maunoury)
- 2005 : 2e (battu par Jean-Michel Lefort)
- 2004 : 2e (battu par Nabil Lasmari)
- 2002 : Champion de France junior
- 2000 : Champion de France cadet
- 1998 : 2e en catégorie minime (battu par Karim Rézig)

#### International
- 2008 août : 1/8e de finaliste aux Jeux olympiques de Pékin
- 2008 mars : Finaliste aux Internationaux de Croatie
- 2007 décembre : Quart de finaliste aux Internationaux d'Irlande
- 2007 septembre : Quart de finaliste aux internationaux de Turquie
- 2007 juillet : Vainqueur aux Internationaux de Nouvelle-Zélande
- 2007 juillet : Demi-finaliste aux Internationaux d'Australie
- 2007 avril : Demi-finaliste aux Internationaux de Finlande
- 2007 avril : Quart de finaliste au Velo Dutch
- 2003 août : Demi-finaliste à l'Athens International

### En double

#### Championnat de France
- 2010 : Champion de France (associé à Svetoslav Stoyanov)
- 2008 : Champion de France (associé à Svetoslav Stoyanov)
- 2007 : Vice-champion de France (associé à Thomas Quéré)
- 2006 : Champion de France (associé à Thomas Quéré)
- 2005 : Champion de France (associé à Thomas Quéré)
- 2004 : Demi-finaliste (associé à Thomas Quéré)
- 2003 : Demi-finaliste (associé à Thomas Quéré)
- 2002 : Champion de France junior (associé à Thomas Quéré)
- 2001 : Champion de France junior (associé à Maxime Siegle)
- 2000 : Champion de France cadet (associé à Julien Tchoryk)
- 1998 : Champion de France minime (associé à Thomas Quéré)

#### International
- 2008 : médaillé de bronze aux Championnats d'Europe de Herning avec Svetoslav Stoyanov. Ils ont été défaits en demi-finale par les Danois Lars Paaske et Jonas Rasmussen, 9e mondiaux, après avoir battu en 1/4 et en 1/8e de finale les Allemands Roman Spitko et Michael Fuchs (32e mondiaux) et les Polonais Michal Logosz et Robert Mateusiak (18e mondiaux) [7].
- 2007 octobre  : Finaliste aux Internationaux de Bulgarie
- 2007 juillet  : Demi-finaliste aux Internationaux d'Australie
- 2007 avril    : Demi-finaliste aux Internationaux de Finlande
- 2005 mars     : Finaliste aux Internationaux de Croatie
- 2005 décembre : Demi-finaliste aux Internationaux d'Irlande
- 2005 novembre : Demi-finaliste aux Internationaux d'Écosse
- 2005 octobre  : Demi-finaliste à l'Open de France
- 2005 avril    : Demi-finaliste au Nokia Polish Open
- 2003 décembre : Demi-finaliste aux Internationaux d'Irlande
- 2003 août     : Finaliste à l'Athens International

### En mixte

#### Championnat de France
- 2002 : Champion de France junior (associé à Aurélie Bréard)
- 2001 : Champion de France junior (associé à Aurélie Bréard)
- 2000 : Champion de France junior (associé à Audrey Petit)
- 1998 : vice-champion de France en catégorie minime (associé à Elodie Chanvrier)

#### International
- 2004 janvier : Demi-finaliste aux Internationaux du Portugal